# Небефаура
Небефаура — древнеегипетский фараон второго переходного периода, является четвёртым правителем XIV династии, правившей в XVII веке до н. э. в Нижнем Египте.
Согласно Туринскому царскому папирусу (оттуда он только и известен), Небефаура правил 1 год, 5 месяцев и 15 дней.